# (2386) Никонов
(2386) Никонов — астероид главного пояса, который был открыт 19 сентября 1974 года советским астрономом Л. И. Черных в Крымской астрофизической обсерватории и назван в честь советского астронома В. Б. Никонова.